# Wohn- und Wirtschaftsgebäude Stedinger Straße 4
Das Wohn- und Wirtschaftsgebäude Stedinger Straße 4  in Ganderkesee-Bookholzberg, östlich der Bundesstraße 212, wurde in der Mitte des 19. Jahrhunderts gebaut.
Das Gebäude steht unter Denkmalschutz (siehe auch Liste der Baudenkmale in Ganderkesee).

## Beschreibung
Das eingeschossige einfache traufständige Gebäude als Zweiständerhallenhaus mit Steinausfachungen, reetgedecktem Krüppelwalmdach und Niedersachsengiebel mit Uhlenloch stammt von um 1850.
Das Niedersächsische Landesamt für Denkmalpflege befand: „… geschichtliche Bedeutung aufgrund seines Zeugnis- und Schauwertes …“